# Red Revolution
Red Revolution – album zespołu Anal Stench wydany w 2004 roku nakładem wytwórni Empire Records.

## Lista utworów
Źródło.
1. "NHTPO" (Yanuary, Zielony) – 0:34
2. "Hammer & Stickle" (Yanuary, Zielony) – 3:06
3. "Charnobyl Hydrogenic Bomb" (Yanuary, Zielony) – 3:24
4. "War Trip" (Yanuary, Zielony) – 3:54
5. "Sputnik" (Yanuary, Zielony) – 3:38
6. "The 666th Party Congress" (Yanuary, Zielony) – 2:49
7. "Civil Unreast" (Yanuary, Zielony) – 2:48
8. "Go Gagarin Go" (Yanuary, Zielony) – 3:45
9. "Red Light Means Stop" (Yanuary, Zielony) – 2:56
10. "Red Revolution" (Yanuary, Zielony) – 6:06
11. "Outro" (Degeytera, Pottiera) – 2:25

## Twórcy
Źródło.

- Jakub Chmura – perkusja
- Tomasz Futro – gitara basowa
- Michał Skotniczy – gitara
- Dariusz Styczeń – gitara, muzyka
- Wojciech Wąsowicz – śpiew
- Łukasz Zieliński – śpiew, słowa
- Jacek Wiśniewski – oprawa graficzna
- Jaroslaw Baran – realizacja nagrań, miksowanie, mastering
- Marcin Rygiel – zdjęcie zespołu
- Ryszard Kramarski – realizacja nagrań